# Amelie Solja
Amelie Solja, (Kandel, Rijnland-Palts, Duitsland, 29 september 1990) is een Oostenrijks professioneel tafeltennisster die geboren is in Duitsland. Zij speelt rechtshandig met de shakehandgreep.
Haar zus Petrissa is eveneens tafeltennisster en won zilver op de Olympische Zomerspelen 2016 met het Duitse team.
Amelie nam namens Oostenrijk deel aan de Olympische Zomerspelen 2012 maar won geen medailles.

## Belangrijkste resultaten
- Zilver met het team op de Europese kampioenschappen 2014.